# اورنوزوفو
اورنوزوفو (به بلغاری: Evrenozovo) روستایی در بلغارستان است که در استان بورگاس واقع شده‌است.